# Offshore-Windpark Baltic 2
Der Windpark EnBW Baltic 2 (westlich von Kriegers Flak) ist ein Offshore-Windpark in der deutschen AWZ der Ostsee, an der Grenze zur dänischen und zur schwedischen AWZ, 32 km nördlich der Insel Rügen. Der Offshore-Windpark nimmt eine Fläche von 27 km² ein und besteht aus 80 Windkraftanlagen und einer Umspannplattform. Das Regelarbeitsvermögen liegt bei 1,2 Milliarden kWh pro Jahr.

## Geschichte
Das Projekt wurde 2001 unter dem Namen „Kriegers Flak“ von der Offshore Ostsee Wind AG gestartet. Das Bundesamt für Seeschifffahrt und Hydrographie (BSH) genehmigte das Projekt am 6. April 2005.
Im Mai 2008 kaufte das Energieversorgungsunternehmen EnBW die Offshore Ostsee Wind AG komplett und realisierte den Windpark.
2010 wurden sämtliche Großaufträge für das Projekt mit dem neuen Namen „Baltic 2“ vergeben. Der Baubeginn war für 2012 geplant und wurde auf Sommer 2013 verlegt.
Schwieriger Baugrund am Boden der Ostsee verzögerte das Installieren der Fundamente. Im August 2013 begann man damit. Ab Sommer 2014 wurden die 80 Windenergieanlagen (WEA) errichtet. Im Januar 2015 waren alle Fundamente und die Hälfte der Windenergieanlagen fertig.
In der Windpower Offshore Base Mukran im Fährhafen Sassnitz wurden die in Dänemark produzierten Teile der Windenergieanlagen gelagert, montiert und dann zum Baufeld transportiert. Um die 500–930 Tonnen schweren Fundamente zusammenzusetzen und zu verladen, erfolgten von hier aus die Vorarbeiten. 
Am Bau beteiligte Schiffe kamen auch aus dem Hafen Rostock und anderen Häfen.
Im April 2015 begannen die ersten Anlagen mit der Stromerzeugung. Mitte Juni wurde die letzte Anlage installiert; damals waren 42 der 80 Anlagen in Betrieb. Seit Anfang August 2015 produzieren alle Anlagen. 
Baltic 2 wurde im September 2015 offiziell in Betrieb genommen.
Nach der vollständigen Inbetriebnahme des Windparks erhielt der australische Finanzinvestor Macquarie Capital knapp die Hälfte der Anteile am OWP „EnBW Baltic 2“ (49,89 %). Betrieb und Wartung der Anlagen blieben in den Händen von EnBW.

## Technischer Aufbau
Der zweite deutsche Offshore-Windpark in der Ostsee, neben dem bereits in Betrieb befindlichen Windpark EnBW Baltic 1, befindet sich 32 Kilometer nördlich der Insel Rügen auf einer Fläche von 27 km² bei Wassertiefen von 23 bis 44 m. Die 80 einzelnen Windenergieanlagen (WEA) verfügen zusammen über eine Nennleistung von 288 MW. Die Windturbinen vom Typ Siemens SWT-3.6-120 haben jeweils eine Nennleistung von je 3,6 MW, eine Nabenhöhe von 78,25 m über dem Wasser, sowie einen Rotordurchmesser von 120 m. Die Rotorfläche einer Anlage beträgt 11.300 m².

### Fundamente
Die einzelnen Fundamente mussten den unterschiedlichen Wassertiefen (23–44 m) angepasst werden. Je nach Wassertiefe werden bis 35 m Monopiles eingesetzt, ab 35 m kommen dreibeinige Jackets zum Einsatz. Die Gründungspfähle der Jackets und die Monopiles wurden mit einer Ramme von einem Spezialschiff aus im Meeresboden verankert.
Die Monopiles wurden mit Hilfe der Svanen, einer fast 100 m hohen Installationsplattform, bis zu 36 m in den Meeresgrund gerammt. Auf die Monopiles wurden anschließend Verbindungselemente für die Türme installiert, die so genannten Transition Pieces. Diese wurden mit den Monopiles durch Spezialzement fest verbunden.
Von der Hubinsel Goliath (einer Installationsplattform) wurden die Gründungspfähle der Jackets im Meeresgrund verankert. Eine Ramme brachte dabei die Pfähle bis zu 55 m tief in den Meeresboden. Die weiteren Pfähle wurden von Rostock aus zum Baufeld gebracht. In einem zweiten Arbeitsgang wurden die Jackets auf die Pfähle gesetzt.

### Windenergieanlagen

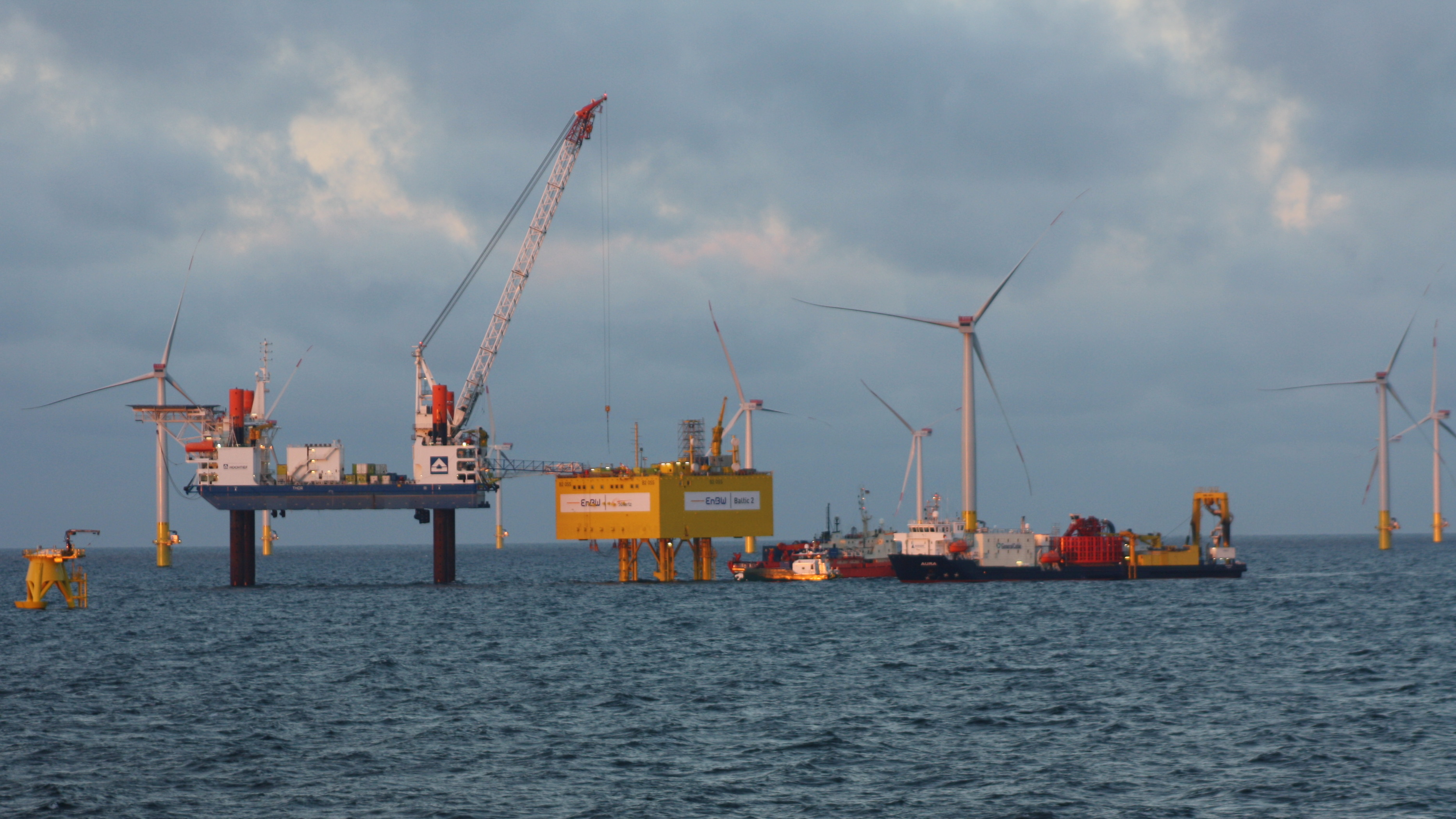
Bauarbeiten im Windpark EnBW Baltic 2

Auf die gesetzten Fundamente wurden ab Sommer 2014 die Windenergieanlagen (WEA) montiert. Diese wurden an verschiedenen Standorten in Dänemark hergestellt und auf dem Seeweg zum Basishafen Sassnitz-Mukran gebracht. Dort wurden die Stahltürme, die eigentlichen Windturbinen (sog. Gondeln) und die Rotorblätter bereits zwei bis drei Monate vor Installationsbeginn vormontiert und gelagert.
Anschließend wurden die Komponenten mit mehreren Fahrten durch das Installationsschiff Vidar zum Baufeld gebracht und dort installiert. Um die großen Gewichte zu heben, stand das Schiff mit seinen Beinen fest auf dem Meeresgrund und stemmte sich rund 10–15 m über den Meeresspiegel empor.
Die 256 t schweren und rund 66 m hohen Stahltürme wurden mit einem Kran auf die Fundamente aufgesetzt und verschraubt. Danach wurden die rund 150 t schweren Gondeln mit dem Generator und dem Getriebe montiert, zuletzt wurden die einzelnen Rotorblätter eingesetzt.
Die Anlagen werden von der Leitwarte in Barhöft aus gesteuert. Die Service-Mitarbeiter vor Ort werden seit Mitte 2020 täglich von Klintholm auf der dänischen Insel Møn aus eingesetzt; davor war ein Hotelschiff eingesetzt, das vom entfernteren Rostock aus angefahren wurde.

### Innerpark-Verkabelung

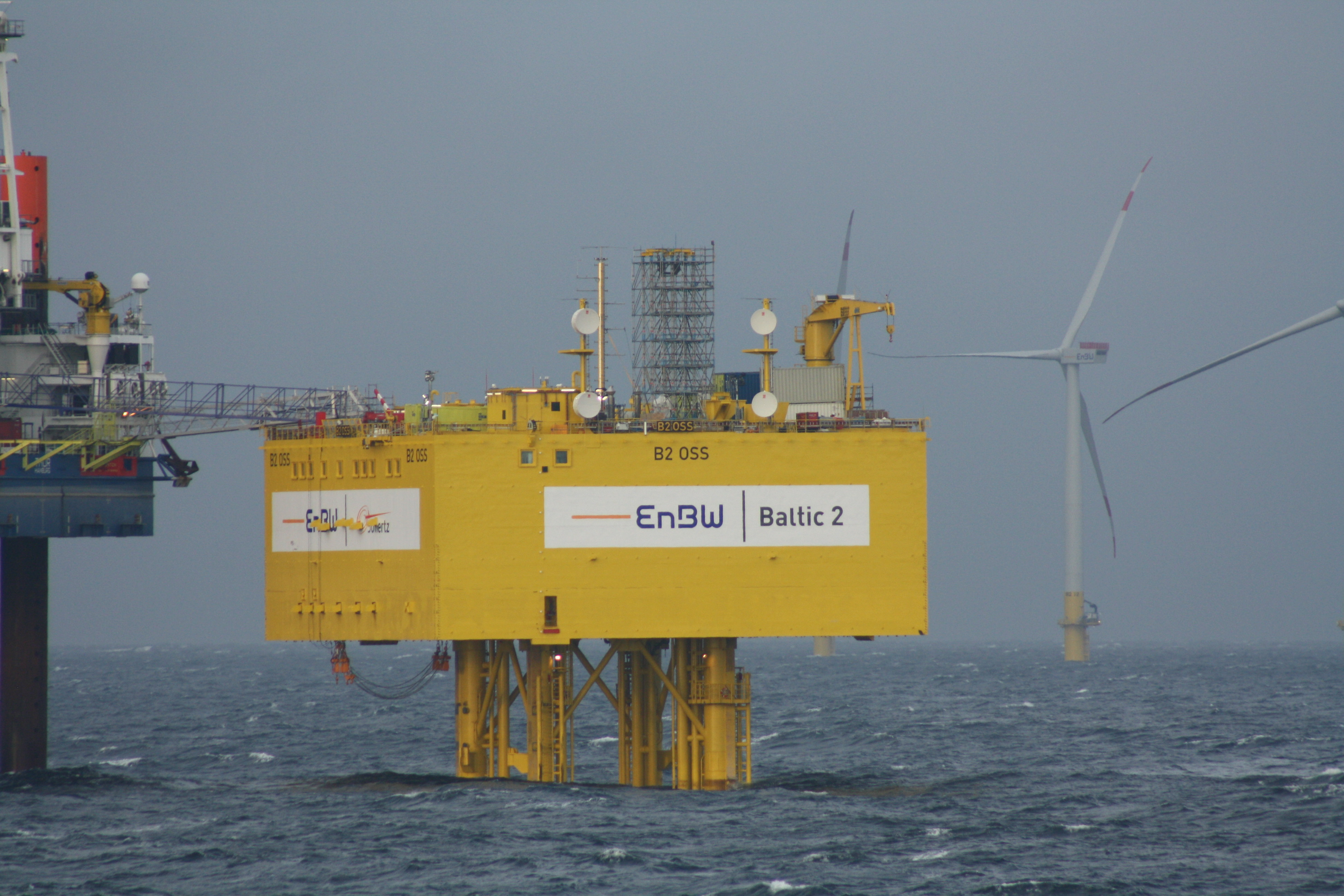
Umspannplattform

Die interne Verkabelung des Windparks (von den einzelnen WEA zur Umspannplattform im Windpark) ist rund 85 km lang. Die dazu erforderlichen Kabel wurden aus Norwegen direkt zum Baufeld transportiert. Über diese 11,9 bzw. 14 cm dicken Seekabel wird nicht nur der Strom transportiert, auch die Informationen und Daten zwischen den Anlagen und der Leitwarte in Barhöft werden über hochsensible Lichtwellenleiter ausgetauscht, die in die Kabel eingebunden sind.

### Umspannplattform und Netzanschluss
Zur Vermeidung von zu großen Übertragungsverlusten wird die Spannung auf der (Ende September 2014 im Gebiet des Windparks installierten) Umspannplattform von 33 kV auf 150 kV transformiert.
Über das so genannte Exportkabel wird von hier der Strom über den Standort der Umspannplattform des Windparks EnBW Baltic 1 zum Umspannwerk Bentwisch an Land transportiert. Hier wird die Spannung von 150 kV auf 380 kV herauftransformiert und von der 50Hertz Transmission GmbH in das deutsche Verbundnetz eingespeist.

### Anbindung ans dänische Übertragungsnetz
Der Windpark EnBW Baltic 2 wird mit zwei Drehstrom-Seekabeln über die Plattformen des dänischen Windparks Kriegers Flak mit Rødvig auf der dänischen Hauptinsel Seeland verbunden. 2019 wurden die Übertragungsnetze beider Länder mit diesem Interkonnektor Combined Grid Solution und der Kabelanbindung der Offshore-Windparks EnBW Baltic 2 und Baltic 1 für den Stromaustausch verbunden.